# Товариство американських художників
Товариство американських художників (англ. Society of American Artists) — об'єднання американських художників, створене в 1877 році художниками, які залишили Національну академію дизайну через незадоволеність участю в ній та вважали академію занадто консервативною.

## Історія
Вперше група почала збиратися в 1874 році в будинку поета Річарда Гілдера (англ. Richard Watson Gilder) і його дружини — Елен (англ. Helena de Kay Gilder). Через три роки товариство було створено офіційно та одним із його завдань було проведення щорічних мистецьких виставок. Першим президентом товариства став художник Волтер Шірлоу.
Одними з перших до складу нового товариства ввійшли: скульптор Огастес Сент-Годенс; художники Волтер Шірлоу, Роберт Гіффорд, Альберт Райдер, Джон Лафарж, Джуліан Уір, Джон Твахтман і Олександр Ваянт; дизайнер і художник Луїс Тіффані. У підсумку багато найвідоміших художників того часу ввійшли до складу групи, а деякі з них мали подвійне членство (з Національною академією дизайну).
Відчуття консерватизму проявилося і в новому об'єднанні, в результаті в 1897 році десять художників відділилися від цієї групи, утворивши нову групу. В кінцевому результаті в 1906 році Товариство американських художників злилося з Національною академією.